# Bernhard Elfers
Bernhard Elfers († 1706 in Rostock) war ein deutscher Jurist, Sekretär des Hansekontors in Bergen und Ratsherr der Hansestadt Rostock.

## Leben
Bernhard Elfers studierte Rechtswissenschaften an der Universität Frankfurt/Oder; als Respondent ist er 1671 an der Universität Jena nachgewiesen. Von 1672 bis 1693 war er Sekretär des Hansekontors in Bergen auf der Bryggen. Nach 1693 ließ er sich in der Hansestadt Rostock nieder, wo er Ratsherr der Stadt wurde.
Elfers heiratete 1676 in Bergen Margarethe Kerkring, die Schwester des späteren Lübecker Ratsherrn und Bürgermeisters Gotthard Kerkring, Witwe des Pastors Heinrich Lemcke an der Marienkirche in Bergen. Die hierfür benötigte Ausnahmegenehmigung wurde ihm im Hinblick auf die damit verbundene Versorgung einer Pastorenwitwe erteilt; gleichzeitig wurde deutlich gemacht, dass diese Ausnahmegenehmigung für eine bislang unverheiratete Frau nicht erteilt worden wäre. Ansonsten hatten alle Angehörigen des Hansekontors in Bergen unverheiratet zu sein (Grundsatz des kaufmännischen Zölibats) und Elfers war der einzige verheiratete Sekretär in der Geschichte des Kontors.
Der Rostocker Theologe und Hochschullehrer Zacharias Grape (der Jüngere) verfasste Elfers die Leichenschrift.